# Raymond Victoria
Raymond Victoria (Utrecht, Países Bajos; 10 de octubre de 1972) es un exfutbolista profesional e internacional con la selección de fútbol de las Antillas Neerlandesas, se desempeñaba en el terreno de juego como centrocampista defensivo y su último equipo fue el ADO Den Haag de la Eredivisie.

## Trayectoria
Raymond Victoria obtuvo en 7 temporadas con el Willem II un total de 200 apariciones, siendo así uno de los jugadores con más apariciones del club. Victoria también obtuvo un total de 6 apariciones en la Liga de Campeones de la UEFA 1999-2000.

## Clubes
| Club          | País         | Año       |
| ------------- | ------------ | --------- |
| Feyenoord     | Países Bajos | 1989-1991 |
| Bayern Munich | Alemania     | 1991-1993 |
| De Graafschap | Países Bajos | 1993-1998 |
| Willem II     | Países Bajos | 1998-2006 |
| AEK Larnaca   | Chipre       | 2006-2007 |
| ADO Den Haag  | Países Bajos | 2007-2008 |

## Carrera internacional
En 2004 Raymond Victoria fue llamado por primera vez a la selección mayor de las Antillas Neerlandesas puesto que sus padres son nacidos en la isla de Curazao. Victoria aceptó la convocatoria para disputar la Clasificación de Concacaf para la Copa Mundial de Fútbol de 2006; obtuvo un total de 3 apariciones con el combinado caribeño.